# منتخب الكويت لكرة القدم للسيدات
منتخب الكويت لكرة القدم للسيدات هو ممثل الكويت الرسمي في رياضة كرة القدم للسيدات، يشرف عليه الاتحاد الكويتي لكرة القدم.

## التاريخ
تقوم لجنة تنظيم اللجنة الرياضية النسائية لدول مجلس التعاون الخليجي بتنظيم فعاليات كرة القدم النسائية في الكويت في إطار جهودها لدعم المنتخب الوطني للسيدات.  
ألوان زي المنتخب الوطني هي قمصان زرقاء، وشورتات بيضاء، وجوارب زرقاء.
اعتبارًا من عام 1999، لم يكن المنتخب الوطني للسيدات قد شارك في كأس العالم للسيدات. ولم يدخلوا بعد إلى بطولة كأس آسيا للسيدات حتى عام 1999.  
اعتبارًا من يونيو 2017، لم يكن الفريق مصنفًا عالميًا من قبل الفيفا.

### الخلفية والتطور

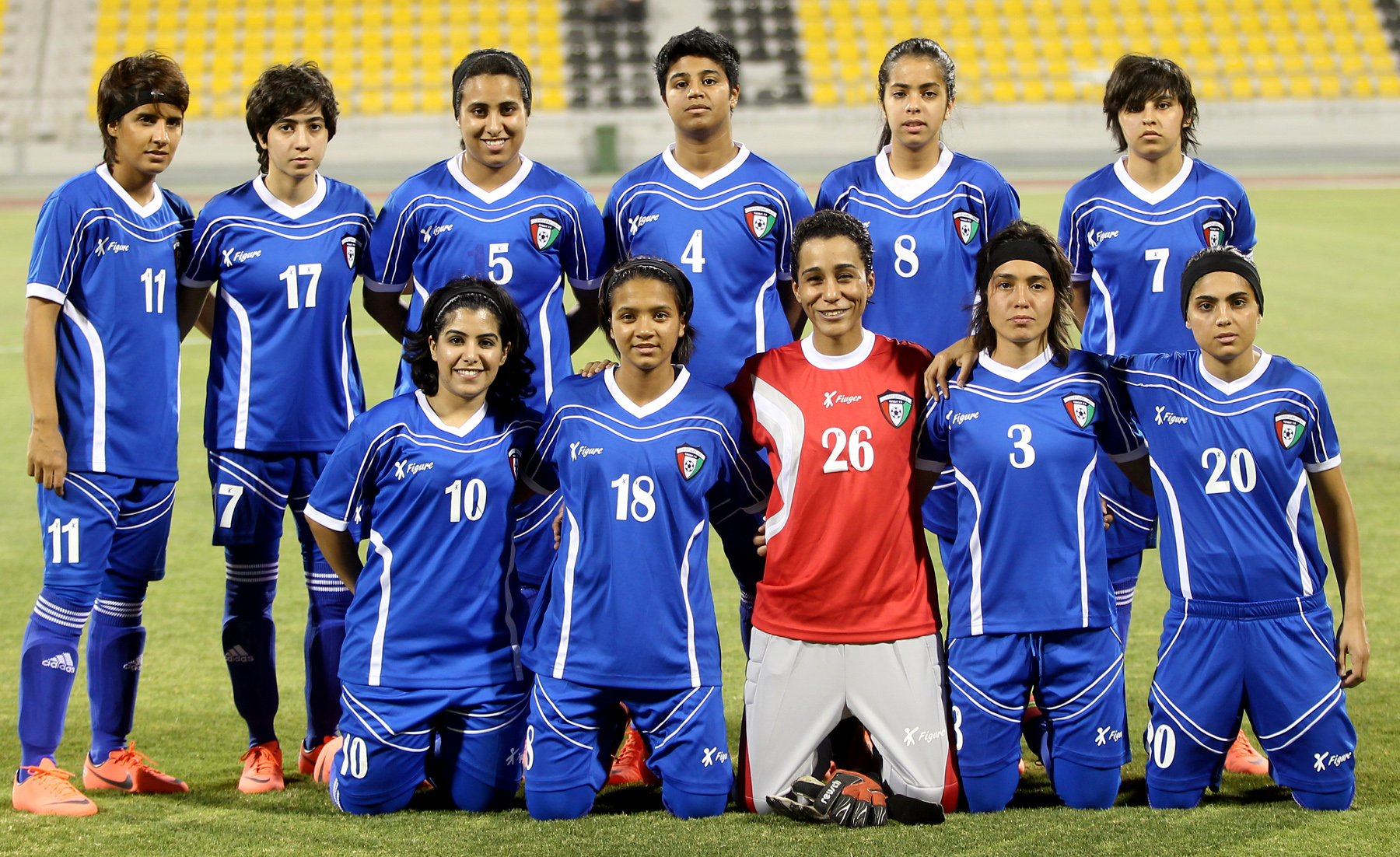
منتخب الكويت الوطني لكرة القدم للسيدات في عام 2012

في عام 2012، تم الإشارة إلى أن تطور كرة القدم النسائية في الشرق الأوسط وآسيا الوسطى يعود فقط إلى حوالي عشر سنوات.  
أصبحت الاتحادات الوطنية عضوًا في الفيفا في عام 1962.

## السجل التنافسي

### كأس العالم للسيدات - الفيفا
| نهائيات كأس العالم | نهائيات كأس العالم | نهائيات كأس العالم | نهائيات كأس العالم | نهائيات كأس العالم | نهائيات كأس العالم | نهائيات كأس العالم | نهائيات كأس العالم | نهائيات كأس العالم | نهائيات كأس العالم |
| السنة              | النتيجة            | المركز             | لعب                | فاز                | تعادل*             | خسر                | له                 | عليه               | فرق                |
| ------------------ | ------------------ | ------------------ | ------------------ | ------------------ | ------------------ | ------------------ | ------------------ | ------------------ | ------------------ |
| 1991               | لم يشارك           | -                  | -                  | -                  | -                  | -                  | -                  | -                  | -                  |
| 1995               | لم يشارك           | -                  | -                  | -                  | -                  | -                  | -                  | -                  | -                  |
| 1999               | لم يشارك           | -                  | -                  | -                  | -                  | -                  | -                  | -                  | -                  |
| 2003               | لم يشارك           | -                  | -                  | -                  | -                  | -                  | -                  | -                  | -                  |
| 2007               | لم يشارك           | -                  | -                  | -                  | -                  | -                  | -                  | -                  | -                  |
| 2011               | لم يشارك           | -                  | -                  | -                  | -                  | -                  | -                  | -                  | -                  |
| 2015               | لم يشارك           | -                  | -                  | -                  | -                  | -                  | -                  | -                  | -                  |
| 2019               | لم يشارك           | -                  | -                  | -                  | -                  | -                  | -                  | -                  | -                  |
| الاجمالي           | 0/8                | -                  | -                  | -                  | -                  | -                  | -                  | -                  | -                  |

*تشمل التعادلات مباريات خروج المغلوب التي تم تحديدها في ركلات الجزاء.

### كأس آسيا للسيدات - الاتحاد الآسيوي لكرة القدم
| سجل كأس آسيا للسيدات - الاتحاد الآسيوي لكرة القدم | سجل كأس آسيا للسيدات - الاتحاد الآسيوي لكرة القدم | سجل كأس آسيا للسيدات - الاتحاد الآسيوي لكرة القدم | سجل كأس آسيا للسيدات - الاتحاد الآسيوي لكرة القدم | سجل كأس آسيا للسيدات - الاتحاد الآسيوي لكرة القدم | سجل كأس آسيا للسيدات - الاتحاد الآسيوي لكرة القدم | سجل كأس آسيا للسيدات - الاتحاد الآسيوي لكرة القدم | سجل كأس آسيا للسيدات - الاتحاد الآسيوي لكرة القدم | سجل كأس آسيا للسيدات - الاتحاد الآسيوي لكرة القدم | سجل كأس آسيا للسيدات - الاتحاد الآسيوي لكرة القدم |
| السنة                                             | النتيجة                                           | GP                                                | W                                                 | D*                                                | L                                                 | GF                                                | GA                                                | GD                                                |                                                   |
| ------------------------------------------------- | ------------------------------------------------- | ------------------------------------------------- | ------------------------------------------------- | ------------------------------------------------- | ------------------------------------------------- | ------------------------------------------------- | ------------------------------------------------- | ------------------------------------------------- | ------------------------------------------------- |
| 1975 إلى 2010                                     | لم يشارك                                          | لم يشارك                                          | لم يشارك                                          | لم يشارك                                          | لم يشارك                                          | لم يشارك                                          | لم يشارك                                          | لم يشارك                                          |                                                   |
| 2014                                              | لم يتأهل                                          | لم يتأهل                                          | لم يتأهل                                          | لم يتأهل                                          | لم يتأهل                                          | لم يتأهل                                          | لم يتأهل                                          | لم يتأهل                                          | لم يتأهل                                          |
| 2018                                              | لم يشارك                                          | لم يشارك                                          | لم يشارك                                          | لم يشارك                                          | لم يشارك                                          | لم يشارك                                          | لم يشارك                                          | لم يشارك                                          | لم يشارك                                          |
| 2022                                              | لم يشارك                                          | لم يشارك                                          | لم يشارك                                          | لم يشارك                                          | لم يشارك                                          | لم يشارك                                          | لم يشارك                                          | لم يشارك                                          | لم يشارك                                          |
| 2026                                              | لم يشارك                                          | لم يشارك                                          | لم يشارك                                          | لم يشارك                                          | لم يشارك                                          | لم يشارك                                          | لم يشارك                                          | لم يشارك                                          | لم يشارك                                          |
| 2029                                              | لم يحدد بعد                                       | لم يحدد بعد                                       | لم يحدد بعد                                       | لم يحدد بعد                                       | لم يحدد بعد                                       | لم يحدد بعد                                       | لم يحدد بعد                                       | لم يحدد بعد                                       | لم يحدد بعد                                       |
| المجموع                                           | 0/20                                              | -                                                 | -                                                 | -                                                 | -                                                 | -                                                 | -                                                 | -                                                 |                                                   |

*التعادل يشمل المباريات التي تم تحديدها عن طريق ركلات الترجيح.

### بطولة اتحاد غرب آسيا لكرة القدم للسيدات
| البلد المضيف / السنة | النتيجة       | GP       | W        | D*       | L        | GS       | GA       | GD       |
| -------------------- | ------------- | -------- | -------- | -------- | -------- | -------- | -------- | -------- |
| 2005                 | لم يشارك      | لم يشارك | لم يشارك | لم يشارك | لم يشارك | لم يشارك | لم يشارك | لم يشارك |
| 2007                 | لم يشارك      | لم يشارك | لم يشارك | لم يشارك | لم يشارك | لم يشارك | لم يشارك | لم يشارك |
| 2010                 | دور المجموعات | 2        | 0        | 0        | 2        | 0        | 24       | −24      |
| 2011                 | لم يشارك      | لم يشارك | لم يشارك | لم يشارك | لم يشارك | لم يشارك | لم يشارك | لم يشارك |
| 2014                 | لم يشارك      | لم يشارك | لم يشارك | لم يشارك | لم يشارك | لم يشارك | لم يشارك | لم يشارك |
| 2019                 | لم يشارك      | لم يشارك | لم يشارك | لم يشارك | لم يشارك | لم يشارك | لم يشارك | لم يشارك |
| 2022                 | لم يشارك      | لم يشارك | لم يشارك | لم يشارك | لم يشارك | لم يشارك | لم يشارك | لم يشارك |
| 2024                 | لم يشارك      | لم يشارك | لم يشارك | لم يشارك | لم يشارك | لم يشارك | لم يشارك | لم يشارك |
| المجموع              | 1/8           | 2        | 0        | 0        | 2        | 0        | 24       | −24      |

*التعادل يشمل المباريات التي تم تحديدها عن طريق ركلات الترجيح.